# Fokker F.XVIII
El Fokker F.XVIII fue un avión monoplano trimotor de uso comercial utilizado durante la década de 1930 diseñado y construido por la firma holandesa N.V. Koninklijke Nederlandse Vliegtuigenfabriek Fokker . Esencialmente era una versión mejorada y agrandada del Fokker F.XII y estaba destinado a vuelos de larga distancia de la aerolínea Koninklijke Luchtvaart Maatschappij.

## Historia
El Fokker F.XVIII nació a raíz de una solicitud de la aerolínea KLM que deseaba aumentar la calidad del servicio con un avión de mayor velocidad para reducir los tiempos de vuelo para la ruta a las Indias Orientales Neerlandesas Ámsterdam - Batavia.
El F.XVIII, era un monoplano convencional que al igual que su predecesor conservaba la misma configuración, así como la estructura del fuselaje metálica y ala alta construida en madera con tren de aterrizaje fijo con rueda de cola, del que se diferenciaba, aparte del tamaño, por una serie de mejoras internas y de detalle. Se mejoró la configuración de las alas, se trasladaron los cables de control al interior del fuselaje y se colocó el alternador en una ubicación diferente; también, se alargó el fuselaje y se redondeó la parte superior para crear menos resistencia y aumentar la velocidad, con lo que lo hacían aparecer como algo nuevo en la serie de trimotores Fokker. El avión tenía una tripulación de tres o cuatro y contaba con 12 plazas de pasaje. Estaban equipados con tres motores radiales de nueve cilindros Pratt & Whitney R-1340 Wasp de 415/420 hp.
Se construyeron para KLM solo cinco ejemplares registrados como PH-AIO Oehoe, AIP Pelikaan, AIQ Kwartel, AIR Rijstvogel y AIS Snip, todos nombres de aves y, que en un principio en su totalidad fueron destinados al servicio Oost-Indië Route con las Indias Orientales neerlandesas, entre Ámsterdam y Batavia. Aunque, el avión disponía de 12 plazas de pasaje, en dicha ruta era usual transportar de cuatro a seis pasajeros en asientos convertibles en literas.

## Descripción técnica

### Fuselaje
El fuselaje tenía una sección transversal rectangular y un techo redondeado dividido en tres partes, cabina de vuelo, de pasajeros y parte de cola. La estructura de soporte del fuselaje del avión se realizó como una estructura soldada de celosía hecha de tubos de acero de alta resistencia y el revestimiento se  hizo parcialmente de lámina de duraluminio, madera contrachapada y tela impregnada (el morro del avión estaba cubierto con lámina metal, la parte media del fuselaje y la cabina de pasajeros estaban revestidos en contrachapado y el resto del fuselaje y cola se cubrieron con lona impermeable). En comparación con los aviones Fokker anteriores, la proa del avión estaba alargada, por lo que en esa parte se colocó un espacio para el correo, lo que, además de aumentar el espacio útil, influyó favorablemente en la distribución uniforme de la carga en el avión.
La entrada al avión con escalera estaba situada en el lado de babor del fuselaje, al final de la cabina de pasajeros. La cabina de pilotos estaba ubicada en una cabina cerrada a la que se llegaba a través del pasillo que atravesaba la cabina de pasaje que tenía doce asientos o menos si se instalaba asientos que pudieran convertirse en literas durante la noche. Al final de la cabina había un W.C. y un espacio para equipaje. La cabina estaba provista en ambos lados con portaequipajes laterales de malla encima de los asientos para equipaje de mano.

### Grupo propulsor
Dos motores están instalados en góndolas colgantes debajo de las alas del avión y el tercero está ubicado en la proa del fuselaje. El avión estaba equipado con motores radiales Pratt & Whitney R-1340 Wasp C de nueve cilindros refrigerados por aire y 420 hp. Cuando estos motores llegaron al fin de su vida útil, fueron reemplazados por los más potentes Pratt & Whitney R-1430 T1D1 Wasp de 520 hp; estaban equipados con hélices metálicas de dos palas de paso fijo. Detrás de cada motor había un depósito con 60 l de aceite.

### Alas
Tenían un perfil grueso para que los tanques de combustible pudieran caber fácilmente en ellas. Los depósitos principales con un volumen total de 2010 l estaban situados en la sección central, encima del fuselaje. Todos los dispositivos e instalaciones necesarios pasaron por el ala. La forma del ala era un trapezoide isósceles, con extremos redondeados. La línea del eje del ala era perpendicular al eje del fuselaje. La estructura del ala estaba construida en madera con dos tirantes de madera enrejados, y los revestimientos eran en parte de contrachapado y en parte de lona impermeable. Las partes móviles de las alas  también tenían una construcción de madera, mientras que su cubierta era de lona impermeable.

### Superficies de cola
Los estabilizadores verticales y horizontales y los timones de dirección y altura tenían una estructura de tubos de acero y un revestimiento de lona impregnada. Los estabilizadores horizontales se apoyaban en el fuselaje del avión mediante sus estribos en la parte inferior, y en la parte superior se fijaban al estabilizador vertical.

### Tren de aterrizaje
Era el clásico fijo con ruedas de caucho. Constaba de una horquilla triangular fijada al fuselaje del avión y un soporte vertical en el que se instalaba un amortiguador de aceite y que descansaba sobre la estructura de la góndola de los motores del ala. La distancia entre las ruedas era bastante grande y la concentración de masa estaba dentro de la distancia entre ejes, por lo que la estabilidad durante el aterrizaje y despegue de este avión fue satisfactoria. estaban provistas de frenos. Al final de la cola del avión había una rueda de goma orientable como tercer punto de apoyo.

## Historia operacional
Los F.XVIII realizaron varios vuelos dignos de mención. En un intento de transportar el correo destinado a las Indias Orientales en un tiempo récord, se programó que el nuevo Fokker F.XX Zilvermeeuw (PH-AIZ) volaría en su vuelo inaugural a Batavia el 18 de diciembre de 1933 con el fin de entregar la correspondencia y paquetería de Navidad en tal alejada colonia. Sin embargo, durante el calentamiento de motores previo al despegue, se produjo una avería grave en el motor central y se constató que las reparaciones llevarían demasiado tiempo, por lo que se preparó apresuradamente al F.XVIII PH-AIP Pelikaan que, aunque unos 50 km/h más lento, logró completar el viaje a Batavia según el calendario previsto con un tiempo récord de vuelo total de 73 horas y 34 minutos. El comandante de la tripulación era Ivan Vasilyevich Smirnov, as de caza ruso que se instaló en Holanda después de la revolución.
El 15 de diciembre de 1934 el PH-AIS Snip dotado de motores radiales Pratt & Whitney R-1340 T1D1 Wasp de 520 hp (390 kW) pilotado por el capitán Jan Hondong, partió del aeropuerto Schiphol de Ámsterdam transportando 100 kg de correo. Con paradas intermedias en Marsella, Alicante y Casablanca, el avión llegó a Praia, en las islas de Cabo Verde. La tarde del 19 de diciembre, tras repostar al máximo de su capacidad, el avión se dirigió hacia el oeste. Tras recorrer 3612 km sobre el Atlántico sin escalas, llegó a Paramaribo, en la Guayana Neerlandesa. El siguiente aterrizaje fue en Caracas y finalmente, el 22 de diciembre, el Snip llegó a Curazao. El avión cubrió toda la ruta, 10300 km en 55 horas y 58 minutos. En aquel momento se trataba de un logro récord para un vuelo de Europa a Sudamérica.

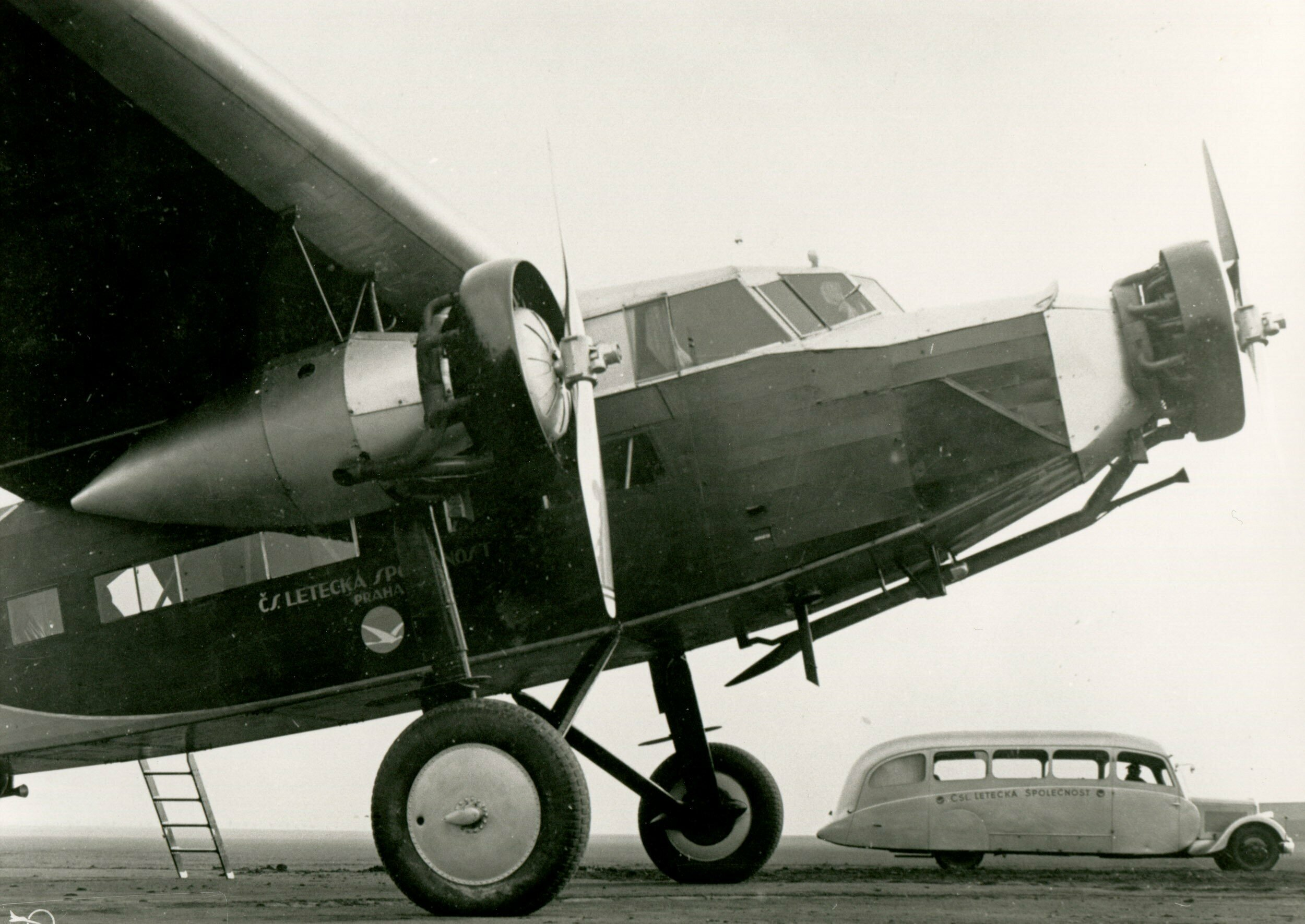
Fokker F.XVIII de ČLS

En 1935, los F.XVIII fueron retirados del servicio a Batavia, siendo reemplazados por el Douglas DC-2  y transferidos ese año a las rutas europeas. KLM vendió en 1935-1936 los PH-AIQ y PH-AIR a la aerolínea Československá Letecká Společnost  ČLS, donde fueron registrados como OK-AIQ y OK-AIR.Los checoslovacos equiparon la cabina de pasajeros con 13 asientos, siendo operados en la ruta Praga - Viena - Berlín hasta 1938.

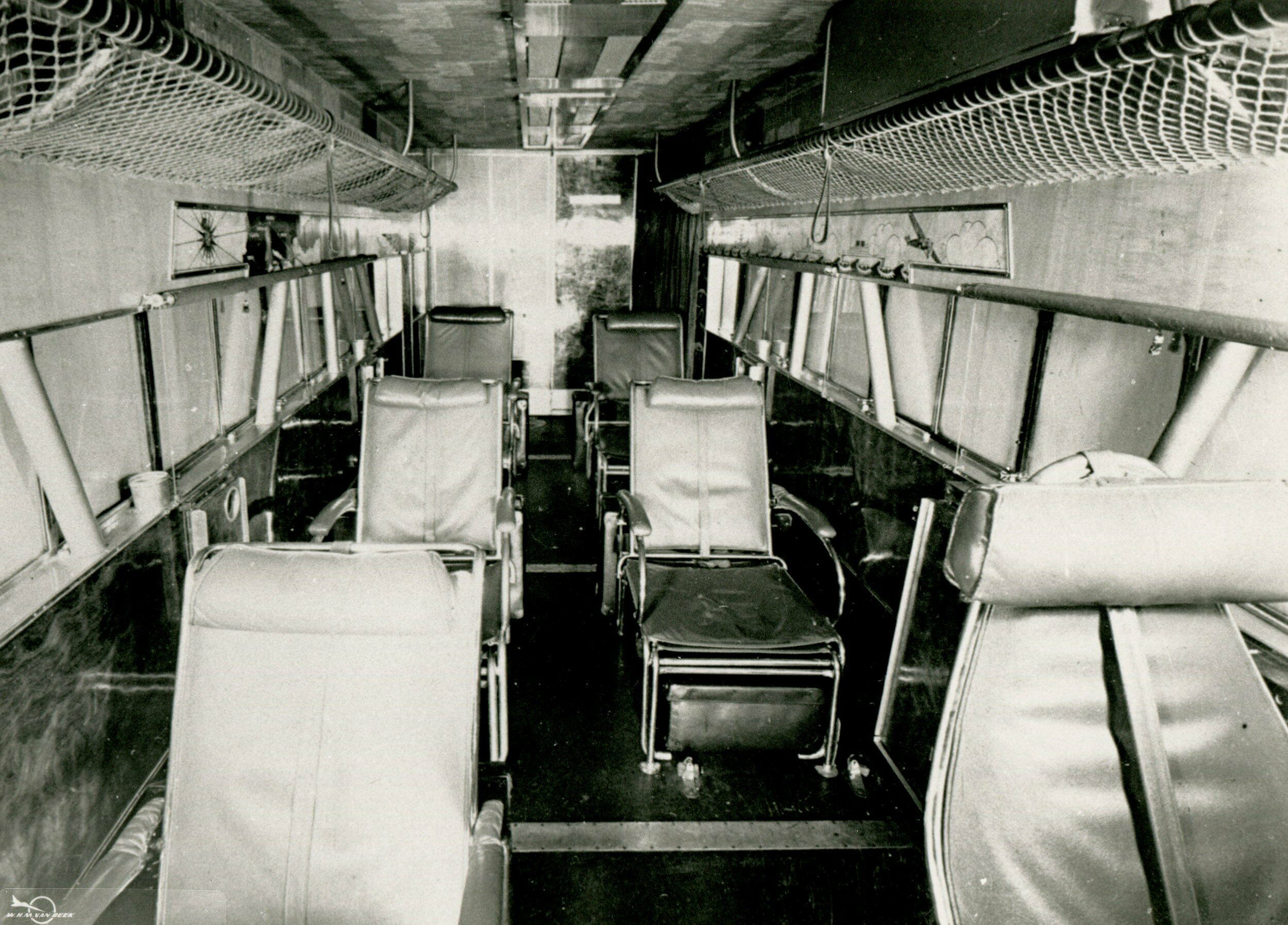
Interior de la cabina de pasaje en configuración Oost-Indië Route (6 plazas)

El OK-AIQ fue vendido por ČLS a la aerolínea Commercial Aviation Company Ltd. en Lydda, (ahora Aeropuerto Internacional Ben Gurión ) en diciembre de 1938, donde se convirtió en VQ-PAF, estrellándose allí el 13 de enero de 1939. El pecio permaneció en el aeródromo hasta 1948, cuando fue tomado a cargo por la Fuerza Aérea Israelí, aunque no fue reconstruido y posteriormente fue desguazado. El OK-AIR fue tomado a cargo por Deutsche Luft Hansa AG en 1939 a raíz de la ocupación alemana de Checoslovaquia como D-AAIR. Su destino no está registrado; probablemente fue más tarde, puesto en servicio en la Luftwaffe y destruido durante la II Guerra Mundial.
El famoso PH-AIP Pelikaan fue adquirido en octubre de 1936 por Air Tropique, que era una "tapadera" ficticia, para otra organización, la Société Française de Transports Aériens (SFTA). SFTA en realidad, era un agente de compras del gobierno de la Segunda República española . Fue registrado como F-APIP, siendo utilizado como transporte, para posteriormente ser encuadrado en las FARE donde le fue asignado el código BF (Bombardero Fokker); sin embargo, sirvió siempre como transporte durante la guerra civil española, alternando con periodos en la Escuela de Polimotores de Lébor (Totana) , Murcia. En agosto de 1937 resultó averiado en Le Bourget por terroristas de extrema derecha de "La Cagoule" y, una vez reparado volvió a España donde posteriormente fue destruido en el Bombardeo del Aeródromo de Vilajuïga , Girona el 6 de febrero de 1939. 

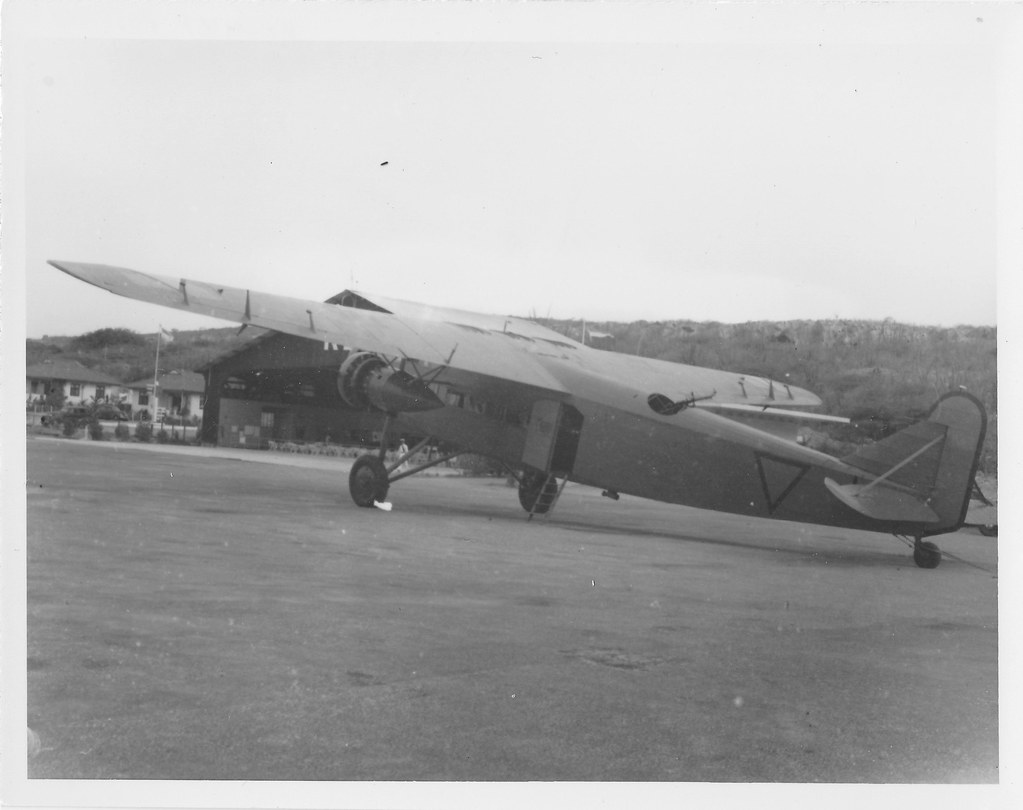
F.XVIII PJ-AIO mientras servía en la Fuerza de Defensa de las Indias Occidentales Neerlandesas, alrededor de 1941

Los dos aviones restantes fueron transferidos a KLM-WIB (KLM - West-Indisch Bedrijf - KLM - División Indias Occidentales) basada en Willemstad, Curazao, para servicios regionales en el Caribe. Uno de ellos fue el PH-AIS Snip en enero de 1935, más tarde PJ-AIS, el otro fue el PH-AIO, más tarde PJ-AIO recibido en julio del mismo año , originalmente llamado Oehoe ("Búho"), pero renombrado como Oriol ("Oriole") ya que el búho era considerado animal de mala suerte en la cultura local. Estos aviones prestaron servicios en rutas entre Curazao y Venezuela, la Guayana Neerlandesa, Colombia y Trinidad, así como en servicios entre islas a Aruba, Bonaire y Sint Maarten. Las rutas a Jamaica se iniciaron en 1941, y a Cuba y Miami en 1942.
El PJ-AIO Oriol fue arrendado al gobierno colonial de las Indias Occidentales Neerlandesas en junio de 1940 y convertido por técnicos de KLM en un avión de patrulla marítima para uso de la Fuerza de Defensa de las Indias Occidentales. Se instaló una única ametralladora Lewis cal. .303 en un montaje flexible que disparaba desde una posición dorsal abierta. Se desmanteló la cabina de pasajeros y se instaló un compartimento de bombas que consistía en bastidores para sostener un número no especificado de bombas antisubmarinas improvisadas de 8 kg apuntadas y lanzadas a mano desde una escotilla abierta en el piso. El avión recibió una capa de pintura de camuflaje y se le aplicaron marcas militares holandesas de color naranja. No se le asignó ningún número de serie militar. El aparato se empleó en tareas de patrulla antisubmarina tanto desde Oranjestad (Aruba) como desde Hato (Curazao) desde 1940 hasta 1942, cuando fue devuelta al uso civil de KLM, y las patrullas antisubmarinas fueron asumidas por aviones estadounidenses.
Los PJ-AIO y PJ-AIS permanecieron en servicio con KLM/WIB hasta 1946, cuando el AIO fue desguazado en Curazao. El PJ-AIS permaneció abandonado en Willemstad hasta que fue restaurado como pieza de museo en la década de 1970. La sección de proa del fuselaje del Snip ahora se exhibe en el Curacao Museum.

## Características técnicas
Referencia datos: Enciclopedia Ilustrada de la Aviación. Vol.8 (1982) pág.1895. Edit. Delta ISBN 84-85822-73-0

### Características generales
- Tripulación: 3-4
- Capacidad: 12
- Longitud: 18,50 m
- Envergadura: 24,50 m
- Altura: 4,57 m
- Superficie alar: 84,00 m²
- Peso vacío: 4623 kg
- Peso máximo al despegue: 7850 kg
- Planta motriz: 3× radial de nueve cilindros Pratt & Whitney R-1340 C Wasp.
  - Potencia: 303 kW (418 HP; 412 CV) cada uno.
- Hélices: bipalas metálicas Hamilton Standard

### Rendimiento
- Velocidad nunca excedida (Vne): 240 km/h
- Velocidad crucero (Vc): 210 km/h
- Alcance: 1820 km
- Techo de vuelo: 4800 m
- Régimen de ascenso: 200 m/min

### Armamento
- Ametralladoras: 1× Lewis cal. 7,7 mm (conversión militar del PJ-AIO)
- Bombas: (PJ-AIO) nº sin especificar de 8 kg "antisubmarinas"

## Usuarios
- KLM (5 aviones: PH-AIO, AIP, AIQ, AIR y AIS)
- Československá Letecká Společnost ČLS: OK-AIQ y OK-AIR (ex-KLM PH-AIQ y PH-AIR)
- Commercial Aviation Company Ltd., Lydda, (ex Palestina) VQ-PAF (ex-ČLS OK-AIQ)
- Deutsche Luft Hansa AG: D-AAIR (ex-ČLS OK-AIR)
- Air Tropique: F-APIP (ex-KLM PH-AIP Pelikaan)
- Fuerzas Aéreas de la República Española FARE: (ex F-APIP solo código militar BF)
- KLM West Indisch Bedrijf (KLM - División de las Indias Occidentales): PJ-AIO y PJ-AIS (ex-KLM, PH-AIO y PH-AIS)
- Fuerza de Defensa de las Indias Occidentales Neerlandesas: (PJ-AIO de KLM cedido temporalmente)